# Савельев, Лев Исомерович
Лев Исомерович Саве́льев (до 1940 — Соловейчик; 19 ноября 1905, Сумы, Харьковская губерния, Российская империя — 23 мая 1989, Москва, РСФСР, СССР) — советский публицист, военный писатель, редактор, журналист. Член Союза журналистов СССР и литературного фонда СССР.

## Биография
Родился 19 ноября 1905 года в городе Сумы Харьковской губернии (ныне — Сумская область Украины) в семье заготовщика обуви Исомера Лейбовича Соловейчика, осужденного за участие в «тайном обществе Харьковского социал-демократического рабочего союза ремесленников».
В 1915 г. поступил в Сумское коммерческое училище, окончив его в 1921 г. В том же году поступает в индустриально-техническую профшколу на строительное отделение, закончив обучение в 1924 г.
С 1921 года работал секретарем судной части в Сумском окружном ревтрибунале.
В 1925—1930 гг. сотрудничал с газетой «Плуг и молот» на должности штатного репортера.
В 1930—1935 гг. выпускал симферопольскую газету «Красный Крым».
Позже работал заведующим редакцией газеты «За коммунистическое просвещение» в Москве (1935—1937).
Был краткосрочным репортером газеты «Известия» (1937), литературным работником отдела культуры и быта газеты «Красная Звезда» (1937—1943), отмечался работой редактора в Военном издательстве (1943—1946).
С 1946 г. на литературной работе, писал также под псевдонимами Л.С., Эльс, Л. Сумный, Л. Симонов.
Умер 23 мая 1989 года в Москве, похоронен на Введенском кладбище.

## Труды
- Умей хранить военную тайну (1945)
- Крушение карьеры Власовского (1956) — в соавторстве с Валерией Герасимовой
- Девушка в серой шинели (1966) — повесть о жизни и подвиге Героя Советского Союза Елены Стемпковской
- Дом Павлова (1970)
- В новаторских поисках (1976)

## Семья
- Отец — Исомер Лейбович Соловейчик (1878 — ?) — заготовщик обуви, из семьи потомственных ремесленников, осужденный в 1899 году за участие в «тайном обществе Харьковского социал-демократического рабочего союза ремесленников».
- Жена — Хана Иосифовна Гроссман (18 февраля 1908 — 12 ноября 2005) — во время войны была главврачом санитарного поезда, в послевоенные годы — заведующей медицинскими складами Московского военного гарнизона, позже — заведующей одной из московских аптек. Умерла в Москве в 2005 году; похоронена на Востряковском кладбище с детьми и внуком[4].
  - Сын — Симон Соловейчик (1930—1996) — публицист, преподаватель, теоретик педагогики, журналист, теле- и радиоведущий.
  - Невестка — Нина Грантовна Аллахвердова, сценарист.
    - Внук — Артём, педагог, главный редактор газеты «Первое сентября».
    - Внучка — Екатерина, переводчик.
    - Внук — Матвей (8 мая 1978 — 11 июня 2014).

  - Дочь — Татьяна Калугина (Шевелёва), журналистка, писательница, специалист по творческому наследию Рерихов.
    - Внуки: Юрий, Анастасия, Сергей.